# Bernd Schneider (futbolista)
Bernd Schneider (Jena, Turingia, 17 de noviembre de 1973) es un exjugador alemán de fútbol. Su último equipo fue el club alemán Bayer Leverkusen. Este notable mediocampista, ha ayudado a su equipo a obtener el segundo lugar en la Bundesliga en el año 2000 y 2002. Con su selección nacional ha obtenido el segundo lugar en la Copa Mundial de Fútbol de 2002 y el tercer lugar en la Copa Mundial de Fútbol de 2006.

## Trayectoria
Durante 15 años, Bernd Schneider jugó al fútbol desde las categorías inferiores hasta el fútbol profesional en su ciudad natal, Jena. Después decidió explorar el mundo ahí afuera. La primera temporada la realizó en el Eintracht Frankfurt. Enseguida vieron su gran talento. Después comenzaron sus mejores 10 años, en el Bayer Leverkusen. Su apodo “Schnix“ viene del verbo alemán “schnixeln“, que significa algo así como regatear. “Schnix es el único futbolista alemán que podría jugar en la Selecao“, dijo una vez su compañero en el Leverkusen, Juan.
En el terreno de juego Schneider se caracterizaba por su agilidad y destreza. Su lugar natural en el campo es la banda derecha, aunque puede jugar también por el centro, además, también se destacaba por su habilidad y su técnica para tocar la pelota además de ser un jugador todo terreno, ya que ha jugado en todas las posiciones excepto en la de portero. Este jugador crea asistencias y jugadas constantemente para su equipo.
Junto con su novia Carina Zaumseil tiene 2 hijos Emely (19 de junio de 2001) y  Giovanni (agosto de 2008).
En abril de 2008 se lesionó muy gravemente en la espalda en un encuentro frente al San Petersburgo. El 16 de mayo de 2009 jugó los últimos 20 minutos en la victoria 5-0 contra Borussia Mönchengladbach, un mes después, Schneider, anunció su retirada del fútbol profesional.

## Participaciones en Copas del Mundo
| Mundial                        | Sede                  | Resultado    | Partidos | Goles |
| ------------------------------ | --------------------- | ------------ | -------- | ----- |
| Copa Mundial de Fútbol de 2002 | Corea del Sur y Japón | Subcampeón   | 7        | 1     |
| Copa Mundial de Fútbol de 2006 | Alemania              | Tercer lugar | 7        | 0     |

## Participaciones en Copas FIFA Confederaciones
| Copa                           | Sede     | Resultado    |
| ------------------------------ | -------- | ------------ |
| Copa FIFA Confederaciones 2005 | Alemania | Tercer lugar |

## Clubes
| Club                | País     | Año       |
| ------------------- | -------- | --------- |
| Carl Zeiss Jena     | Alemania | 1993-1998 |
| Eintracht Frankfurt | Alemania | 1998-1999 |
| Bayer Leverkusen    | Alemania | 1999-2009 |